# Список психотропных веществ

Список психотропных веществ, находящихся под международным контролем, согласно Конвенции о психотропных веществах 1971 года.

## Список I
| Вещество                 | Название ИЮПАК                                                                            | Описание                                                                            | Регистрационный номер |
| ------------------------ | ----------------------------------------------------------------------------------------- | ----------------------------------------------------------------------------------- | --------------------- |
| Бромамфетамин (ДОБ)      | 1-(4-бромо-2,5-диметоксифенил)-2-аминопропан                                              | психоделик                                                                          | 64638-07-9            |
| ДМА                      |                                                                                           | серия малоизученых психоделиков                                                     |                       |
| ДМГП                     | 6,6,9-триметил-3-(3-метилоктан-2-ил)-7,8,9,10-тетрагидробензо[c]хромен-1-ол               | синтетический аналог тетрагидроканнабинола                                          | 32904-22-6            |
| ДМТ                      | 2-(1H-индол-3-ил)-N,N-диметилэтанамин                                                     | психоделик, вырабатывается человеческим организмом, встречается во многих растениях | 61-50-7               |
| ДОЭТ                     | 1-(4-этил-2,5-диметоксифенил)пропан-2-амин                                                | психоделик                                                                          | 22004-32-6            |
| ДЭТ                      | N,N-диэтил-2-(1H-индол-3-ил)этанамин                                                      | психоделик                                                                          | 61-51-8               |
| Катинон                  | (S)-2-амино-1-фенил-1-пропанон                                                            | психостимулятор, содержится в кустарнике кат                                        | 71031-15-7            |
| ЛСД (ЛСД-25)             | (6aR,9R)-N,N-диэтил-7-метил-4,6,6a,7,8,9-гексадигидроиндоло-[4,3-fg]хинолин-9-карбоксамид | полусинтетическое вещество, психоделик                                              | 50-37-3               |
| МДМА («экстази»)         | (±)-1-(бензо[d][1,3]диоксол-5-ил)-N-метилпропан-2-амин                                    | психоделик, психостимулятор, эмпатоген                                              | 69610-10-2            |
| Мескалин                 | 2-(3,4,5-триметоксифенил)этиламин                                                         | психоделик, содержится в некоторых кактусах                                         | 54-04-6               |
| 4-метиламинорекс         | 4-метил-5-фенил-4,5-дигидро-1,3-оксазол-2-амин                                            | психостимулятор                                                                     | 3568-94-3             |
| 4-МТА                    | 1-(4-метилсульфанилфенил)пропан-2-амин                                                    | эмпатоген, без существенного психостимулирующего эффекта                            | 14116-06-4            |
| Меткатинон               | 2-(метиламино)-1-фенилпропан-1-он                                                         | психостимулятор короткого действия                                                  | 5650-44-2             |
| ММДА                     | 1-(7-метокси-1,3-бензодиоксол-5-ил)-2-пропанамин                                          | психоделик и эмпатоген                                                              | 13674-05-0            |
| N-этил МДА               | 1-(1,3-бензодиоксол-5-ил)-N-этилпропан-2-амин                                             | психоделик и эмпатоген                                                              | 82801-81-8            |
| N-гидрокси МДА           | 1-(1,3-бензодиоксол-5-ил)-N-гидроксипропан-2-амин                                         | психоделик, психостимулятор, эмпатоген                                              | 74698-47-8            |
| Парагексил               | 3-гексил-6,6,9-триметил-7,8,9,10-тетрагидробензо[c]хромен-1-ол                            | синтетический аналог тетрагидроканнабинола                                          | 117-51-1              |
| ПМА                      | 1-(4-метоксифенил)пропан-2-амин                                                           | психостимулятор и эмпатоген                                                         | 64-13-1               |
| Псилоцин                 | 3-[2-(димеметиламино)этил]-1H-индол-4-ол                                                  | психоактивное вещество, содержится во многих галлюциногенных грибах                 | 520-53-6              |
| Псилоцибин               | [3-(2-диметиламиноэтил)-1H-индол-4-ил] дигидрофосфат                                      | психоделик, содержится в некоторых грибах                                           | 520-52-5              |
| Ролициклидин (ФГП, ФЦПИ) | 1-(1-фенилциклогексил)пирролидин                                                          | диссоциативный анестетик с галлюциногенным и седативным эффектом                    | 2201-39-0             |
| СТП (ДОМ)                | 1-(2,5-диметокси-4-метилфенил)пропан-2-амин                                               | психоделик                                                                          | 15588-95-1            |
| ТМА                      | 1-(3,4,5-триметоксифенил)пропан-2-амин                                                    | психоделик                                                                          | 1082-88-8             |
| Тенамфетамин (МДА)       | 1-(бензо-1,3-диоксол-5-ил)пропан-2-амин                                                   | психоделик и эмпатоген                                                              | 4764-17-4             |
| Теноциклидин (ТЦП)       | 1-(1-тиофен-2-илциклокексил)пиперидин                                                     | диссоциативный анестетик                                                            | 21500-98-1            |
| Тетрагидроканнабинол     | (−)-(6aR,10aR)-6,6,9-триметил-3-пентил-6a,7,8,10a-тетрагидро-6H-бензо[c]хром-1-ол         | психоактивное вещество, содержится в трихомах конопли                               | 1972-08-3             |
| Этициклидин (ФЦГ)        | N-этил-1-фенилциклогексиламин                                                             | диссоциативный анестетик                                                            | 2201-15-2             |
| Этриптамин               | 1-(1H-индол-3-ил)бутан-2-амин                                                             | психоделик, психостимулятор, эмпатоген                                              | 2235-90-7             |

## Список II
| Вещество                      | Название ИЮПАК                                                             | Описание                                                                                | Регистрационный номер |
| ----------------------------- | -------------------------------------------------------------------------- | --------------------------------------------------------------------------------------- | --------------------- |
| Аминептин                     | 7-[(10,11-дегидро-5H-дибензо[a,d]циклогептен-5-ил)амино]гептановая кислота | антидепрессант, обладает эйфоригенным эффектом                                          | 57574-09-1            |
| Амфетамин                     | (±)-1-фенилпропан-2-амин                                                   | психостимулятор                                                                         | 300-62-9              |
| 2C-B                          | 4-бромо-2,5-диметоксифенэтиламин                                           | психоделик, эмпатоген                                                                   | 66142-81-2            |
| Дексамфетамин                 | (2S)-1-фенилпропан-2-амин                                                  | психостимулятор                                                                         | 51-64-9               |
| Левамфетамин                  | (2R)-1-фенилпропан-2-амин                                                  | психостимулятор                                                                         | 156-34-3              |
| Левометамфетамин              | (R)-N-метил-1-фенилпропан-2-амин                                           | сосудосуживающие средство                                                               | 33817-09-3            |
| Меклоквалон                   | 3-(2-хлорфенил)-2-метилхиназолин-4(3H)-он                                  | анксиолитическое, седативное, снотворное средство                                       | 340-57-8              |
| Метамфетамин                  | N-метил-1-фенилпропан-2-амин                                               | психостимулятор                                                                         | 537-46-2              |
| Mетамфетамина рацемат         |                                                                            |                                                                                         |                       |
| Метаквалон                    | 2-метил-3-(2-толил)-4-хиназолинон                                          | седативное и снотворное средство                                                        | 72-44-6               |
| Метилфенидат                  | метил фенил(2-пиперидинил)ацетат                                           | психостимулятор                                                                         | 113-45-1              |
| Секобарбитал                  | 5-[(2R)-пентан-2-ил]-5-проп-2-енил-2,4,6(1H,3H,5H)-пиримидинтрион          | анестетическое, противосудорожное, анксиолитическое, седативное и снотворное средство   | 76-73-3               |
| Дельта-9-тетрагидроканнабинол |                                                                            |                                                                                         |                       |
| Фенетиллин                    | (RS)-1,3-диметил-7-[2-(1-фенилпропан-2-иламино)этил]пурин-2,6-дион         | психостимулятор                                                                         | 3736-08-1             |
| Фенметразин                   | 3-метил-2-фенилморфолин                                                    | психостимулятор, регулятор аппетита                                                     | 134-49-6              |
| Фенциклидин (ФЦП)             | 1-(1-фенилциклогексил)-пиперидин                                           | препарат для внутривенного наркоза                                                      | 77-10-1               |
| Ципепрол                      | 1-метокси3-[4-(2-метокси-2-фенилетил)пиперазин-1-ил]-1-фенилпропан-2-ол    | местный анестетик, имеет муколитическое, антигистаминное и антихолинергическое свойства | 34758-83-3            |
| Альфа-Пирролидинопентиофенон  | 1-фенил-2-(пирролидин-1-ил)пентан-1-ол (OH-α-PVP)                          | рекреационное психоактивное вещество, психостимулятор                                   | 14530-33-7            |

## Список III
| Вещество      | Название ИЮПАК | Описание                                            | Регистрационный номер |
| ------------- | --- | --------------------------------------------------- | --------------------- |
| Амобарбитал   | 5-этил-5-(3-метилбутил)-2,4,6(1H,3H,5H)-пиримидинтрион                                                                    | седативное и снотворное средство                    | 57-43-2               |
| Бупренорфин   | (2S)-2-[(5R,6R,7R,14S)-9α-циклопропилметил-4,5-эпокси-6,14-этано-3-гидрокси-6-метоксиморфинан-7-ил]-3,3-диметилбутан-2-ол | полусинтетический опиоид, мощное обезболивающее     | 52485-79-7            |
| Буталбитал    | 5-(2-метилпропил)-5-проп-2-енил-2,4,6(1H,3H,5H)-пиримидинтрион                                                            | барбитурат                                          | 77-26-9               |
| Глютетимид    | 3-этил-3-фенилпиперидин-2,6-дион                                                                                          | седативное и снотворное средство                    | 77-21-4               |
| Катин         | (1S,2S)-2-амино-1-фенилпропан-1-ол                                                                                        | содержится в кустарнике кат, слабый психостимулятор | 492-39-7              |
| Пентазоцин    | (1S,9S,13S)-1,13-диметил-10-(3-метилбут-2-ен-1-ил)-10-азатрицикло[7.3.1.02,7]тридека-2,4,6-триен-4-ол                     | наркотический анальгетик                            | 359-83-1              |
| Пентобарбитал | 5-этил-5-(1-метилбутил)-2,4,6(1H,3H,5H)-пиримидинтрион                                                                    | снотворное средство                                 | 76-74-4               |
| Флунитразепам | 5-(2-Фторфенил)-1,3-дигидро-1-метил-7-нитро-2H-1,4-бензодиазепин-2-он                                                     | седативное, снотворное и противосудорожное средство | 1622-62-4             |
| Циклобарбитал | 5-циклогексен-1-ил-5-этил-2,4,6(1H,3H,5H)-пиримидинтрион                                                                  | снотворное средство                                 | 52-31-3               |

## Список IV
| Вещество                   | Название ИЮПАК                                                                         | Описание | Регистрационный номер |
| -------------------------- | -------------------------------------------------------------------------------------- | --- | --------------------- |
| Аллобарбитал               | 5,5-дипроп-2-енил-2,4,6(1H,3H,5H)-пиримидинтрион                                       | противосудорожное средство                                                                                               | 52-43-7               |
| Алпразолам                 | 8-Хлор-1-метил-6-фенил-4Н-[1,2,4]-триазоло[4,3-а][1,4]бензодиазепин                    | анксиолитик | 28981-97-7            |
| Аминорекс                  | 5-фенил-4,5-дигидро-1,3-оксазол-2-амин                                                 | психостимулятор, регулятор аппетита                                                                                      | 2207-50-3             |
| Амфепрамон                 | (RS)-2-диэтиламино-1-фенилпропанон-1                                                   | психостимулятор, регулятор аппетита                                                                                      | 90-84-6               |
| Барбитал                   | 5,5-диэтил-2,4,6(1H,3H,5H)-пиримидинтрион                                              | седативное и снотворное средство                                                                                         | 57-44-3               |
| Бензфетамин                | (2S)-N-бензил-N-метил-1-фенилпропан-2-амин                                             | регулятор аппетита, может вызывать галлюцинации                                                                          | 156-08-1              |
| Бромазепам                 | 9-бром-6-пиридин-2-ил-2,5-диазабицикло[5.4.0]ундека-5,8,10,12-тетраен-3-он             | анксиолитик, в больших дозах имеет седативный, снотворный и миорелаксирующий эффект                                      | 1812-30-2             |
| Бротизолам                 | 2-бром-4-(2-хлорфенил)-9-метил-6H-тиено[3,2-f][1,2,4]триазоло[4,3-a][1,4]диазепин      | анксиолитическое, противосудорожное, седативное, снотворное, миорелаксирующее средство                                   | 57801-81-7            |
| Бутобарбитал               | 5-бутил-5-этилпиримидин-2,4,6(1H,3H,5H)-трион                                          | снотворное средство | 77-28-1               |
| Винилбитал                 | 5-(1-метилбутил)-5-винилпиримидин-2,4,6(1H,3H,5H)-трион                                | седативное и снотворное средство                                                                                         | 2430-49-1             |
| Галазепам                  | 7-хлор-5-фенил-1-(2,2,2трифторэтил)-1,3-дигидро-2H-1,4-бензодиазепин-2-он              | анксиолитическое, противосудорожное, седативное, миорелаксирующее средство                                               | 23092-17-3            |
| Галоксазолам               | 13-бром-11b-(2-фторфенил)-2,3,5,7-тетрагидро[1,3]оксазоло[3,2d][1,4]бензодиазепин-6-он | снотворное средство | 59128-97-1            |
| Гамма-оксимасляная кислота | 4-гидроксибутановая кислота                                                            | анестетик и седативное средство, содержится в организме человека и большинства животных, а также в вине и цитрусовых     | 591-81-1              |
| Делоразепам                | 7-хлор-5-(2-хлорфенил)-1,3-дигидро-1,4-бензодиазепин-2(2H)-он                          | анксиолитическое, противосудорожное, снотворное, миорелаксирующее средство                                               | 2894-67-9             |
| Диазепам                   | 7-хлор-1,3-дигидро-1-метил-5-фенил-2H-1,4-бензодиазепин-2-он                           | анксиолитическое, противосудорожное, миорелаксирующее средство                                                           | 439-14-5              |
| Золпидем                   | N,N,6-триметил-2-(4-метилфенил)имидазоло[1,2-a]пиридин-3-ацетамид                      | снотворное средство | 82626-48-0            |
| Камазепам                  |                                                                                        | анксиолитическое средство, обладает ограниченными противосудорожными, снотворными и миорелаксирующими свойствами         | 36104-80-0            |
| Кетазолам                  |                                                                                        | анксиолитическое, противосудорожное, седативное, миорелаксирующее средство                                               | 27223-35-4            |
| Клобазам                   |                                                                                        | анксиолитическое и противосудорожное средство                                                                            | 22316-47-8            |
| Клоксазолам                |                                                                                        | анксиолитическое, противосудорожное, седативное, снотворное, миорелаксирующее средство                                   | 24166-13-0            |
| Клоназепам                 | 6-(2-хлорфенил)-9-нитро-2,5-диазабицикло[5.4.0]ундека-5,8,10,12-тетраен-3-он           | противосудорожное средство                                                                                               | 1622-61-3             |
| Клоразепат                 |                                                                                        | анксиолитическое, противосудорожное, седативное, снотворное, миорелаксирующее средство                                   | 23887-31-2            |
| Клотиазепам                |                                                                                        | анксиолитическое, противосудорожное, седативное, миорелаксирующее средство                                               | 33671-46-4            |
| Лефетамин (СПА)            | (1R)-N,N-диметил-1,2-дифенилэтанамин                                                   | психостимулятор, имеет анальгетический и противокашлевый эффект                                                          | 7262-75-1             |
| Лопразолам                 |                                                                                        | анксиолитическое, противосудорожное, седативное, миорелаксирующее средство                                               | 61197-73-7            |
| Лоразепам                  |                                                                                        | анксиолитическое, противосудорожное, седативное, миорелаксирующее средство, вызывает амнезию                             | 846-49-1              |
| Лорметазепам               |                                                                                        | анксиолитическое, противосудорожное, седативное, миорелаксирующее средство                                               | 848-75-9              |
| Мазиндол                   |                                                                                        | психостимулятор | 22232-71-9            |
| Медазепам                  |                                                                                        | анксиолитическое, миорелаксантное, противосудорожное средство                                                            | 2898-12-6             |
| Мезокарб                   |                                                                                        | психостимулятор | 34262-84-5            |
| Мепробамат                 |                                                                                        | анксиолитическое средство                                                                                                | 57-53-4               |
| Метилфенобарбитал          |                                                                                        | противосудорожное, а также седативное и анксиолитическое средство                                                        | 115-38-8              |
| Метиприлон                 |                                                                                        | седативное и снотворное средство                                                                                         | 125-64-4              |
| Мефенорекс                 | N-(3-хлорпропил)-1-фенилпропан-2-амин                                                  | психостимулятор, регулятор аппетита                                                                                      | 17243-57-1            |
| Мидазолам                  | 8-хлор-6-(2-фторфенил)-1-метил-4H-имидазо[1,5-a][1,4]бензодиазепин                     | анксиолитическое, противосудорожное, седативное, снотворное, миорелаксирующее средство, вызывает амнезию                 | 59467-70-8            |
| Ниметазепам                |                                                                                        | анксиолитическое, седативное, снотворное, миорелаксирующее средство                                                      | 2011-67-8             |
| Нитразепам                 |                                                                                        | анксиолитическое, противосудорожное, снотворное, миорелаксирующее средство                                               | 146-22-5              |
| Нордазепам                 |                                                                                        | анксиолитическое, седативное, снотворное, миорелаксирующее средство                                                      | 1088-11-5             |
| Оксазепам                  | (RS)-7-хлор-2,3-дигидро-3-окси-5-фенил-1Н-1,4—6ензодиазепин-2-он                       | анксиолитическое, противосудорожное, седативное, снотворное, миорелаксирующее средство, вызывает амнезию                 | 604-75-1              |
| Оксазолам                  |                                                                                        | анксиолитическое, противосудорожное, седативное, миорелаксирующее средство                                               | 24143-17-7            |
| Пемолин                    | 2-амино-5-фенил-1,3-оксазол-4-он                                                       | психостимулятор | 2152-34-3             |
| Пиназепам                  |                                                                                        | анксиолитическое, противосудорожное, седативное, миорелаксирующее средство                                               | 52463-83-9            |
| Пипрадрол                  |                                                                                        | психостимулятор | 467-60-7              |
| Пировалерон                |                                                                                        | психостимулятор, используется для лечения хронической усталости и регулятора аппетита                                    | 3563-49-3             |
| Празепам                   |                                                                                        | анксиолитическое, противосудорожное, седативное, миорелаксирующее средство                                               | 2955-38-6             |
| Секбутабарбитал            |                                                                                        | снотворное средство | 125-40-6              |
| Темазепам                  |                                                                                        | седативное средство | 846-50-4              |
| Тетразепам                 |                                                                                        | анксиолитическое, противосудорожное, снотворное, миорелаксирующее средство                                               | 10379-14-3            |
| Триазолам                  |                                                                                        | снотворное средство, имеет также амнестический, анксиолитический, седативный, противосудорожный, миорелаксирующий эффект | 28911-01-5            |
| Фендиметразин              | 3,4-диметил-2-фенилморфолин                                                            | регулятор аппетита | 634-03-7              |
| Фенкамфамин                |                                                                                        | психостимулятор | 1209-98-9             |
| Фенобарбитал               | 5-этил-5-фенил-2,4,6(1Н,3Н,5Н)-пиримидинтрион                                          | снотворное и противосудорожное средство                                                                                  | 50-06-6               |
| Фенпропорекс               |                                                                                        | психостимулятор, регулятор аппетита                                                                                      | 16397-28-7            |
| Фентермин                  | 2-метил-1-фенилпропан-2-амин                                                           | психостимулятор, регулятор аппетита                                                                                      | 122-09-8              |
| Флудиазепам                |                                                                                        | анксиолитическое, противосудорожное, седативное, снотворное, миорелаксирующее средство                                   | 3900-31-0             |
| Флуразепам                 |                                                                                        | анксиолитическое, противосудорожное, седативное, миорелаксирующее средство                                               | 17617-23-1            |
| Хлордиазепоксид            | 7-хлор-4-гидрокси-N-метил-5-фенил-3H-1,4-бензодиазепин-2-имин                          | анксиолитическое средство                                                                                                | 58-25-3               |
| Эстазолам                  |                                                                                        | анксиолитическое, противосудорожное, седативное, миорелаксирующее средство                                               | 29975-16-4            |
| Этиламфетамин              |                                                                                        | психостимулятор, регулятор аппетита                                                                                      | 457-87-4              |
| Этил лофлазепат            |                                                                                        | анксиолитическое, противосудорожное, седативное, миорелаксирующее средство                                               | 29177-84-2            |
| Этинамат                   |                                                                                        | седативное и снотворное средство                                                                                         | 126-52-3              |
| Этхлорвинол                | 1-хлор-3-этилпент-1-ен-4-ин-3-ол                                                       | седативное и снотворное средство                                                                                         | 113-18-8              |